# Prix Octave Douesnel
Prix Octave Douesnel är ett travlopp för 4-åriga varmblod som körs på Vincennesbanan utanför Paris i Frankrike varje år i december under det franska vintermeetinget. Det är ett Grupp 2-lopp, det vill säga ett lopp av näst högsta internationella klass. Loppet körs över distansen 2700 meter. Förstapris är 54 000 euro, vilket gör loppet till ett av de större fyraåringsloppen i Frankrike. Flera franska stjärnhästar har vunnit loppet, bland andra Bold Eagle (2015), Ready Cash (2009) och Idéal du Gazeau (1978).

## Vinnare
| År   | Häst              | Land      | Kusk                 | Tränare              | Tid    | Tvåa              | Trea               |
| ---- | ----------------- | --------- | -------------------- | -------------------- | ------ | ----------------- | ------------------ |
| 2024 | Kanto Avis        | Frankrike | Benjamin Rochard     | Marc Sassier         | 1.12,3 | Keenan de Joudes  | Khal's Fella       |
| 2023 | Jushua Tree       | Frankrike | Jean-Michel Bazire   | Jean-Michel Bazire   | 1.12,8 | Dimitri Ferm      | Josh Power         |
| 2022 | Instrumentaliste  | Frankrike | Gabriele Gelormini   | Sébastien Guarato    | 1.12,5 | Italiano Vero     | Idao de Tillard    |
| 2021 | Hohneck           | Frankrike | François Lagadeuc    | Philippe Allaire     | 1.12,6 | Hooker Berry      | Hussard du Landret |
| 2020 | Gu d'Héripré      | Frankrike | Franck Nivard        | Philippe Billard     | 1.12,7 | Gelati Cut        | Galius             |
| 2019 | Face Time Bourbon | Frankrike | Björn Goop           | Sébastien Guarato    | 1.14,6 | Fakir du Lorault  | Fun Quick          |
| 2018 | Earl Simon        | Frankrike | Franck Ouvrie        | Jarmo Niskanen       | 1.13,0 | Eridan            | Express Jet        |
| 2017 | Django Riff       | Frankrike | Yoann Lebourgeois    | Philippe Allaire     | 1.15,2 | Delfino           | Doberman           |
| 2016 | Carat Williams    | Frankrike | David Thomain        | Sébastien Guarato    | 1.13,1 | Charly du Noyer   | Clif du Pommereux  |
| 2015 | Bold Eagle        | Frankrike | Franck Nivard        | Sébastien Guarato    | 1.12,9 | Briac Dark        | Boeing du Bocage   |
| 2014 | Aladin d'Écajeul  | Frankrike | Éric Raffin          | Sébastien Guarato    | 1.14,8 | Amiral Sacha      | Alto de Viette     |
| 2013 | Village Mystic    | Frankrike | Louis Baudron        | Louis Baudron        | 1.14,3 | Voyage de Reve    | Vigove             |
| 2012 | Un Mec d'Héripré  | Frankrike | Matthieu Abrivard    | Fabrice Souloy       | 1.15,0 | Up And Quick      | Uniclove           |
| 2011 | Treskool du Caux  | Frankrike | Tony Le Beller       | Tony Le Beller       | 1.14,1 | Tabby Point       | Tabler             |
| 2010 | Sereno            | Frankrike | Patrice Lebouteiller | Patrice Lebouteiller | 1.14,3 | Sancho du Glay    | Speedo Graffiti    |
| 2009 | Ready Cash        | Frankrike | Franck Nivard        | Philippe Allaire     | 1.15,8 | Rolling d'Heripre | Roc de Montfort    |
| 2008 | Qualmio de Vandel | Frankrike | Thierry Duvaldestin  | Thierry Duvaldestin  | 1.14,2 | Quaker Jet        | Quel Amour Dudel   |